# اودو لاندباور

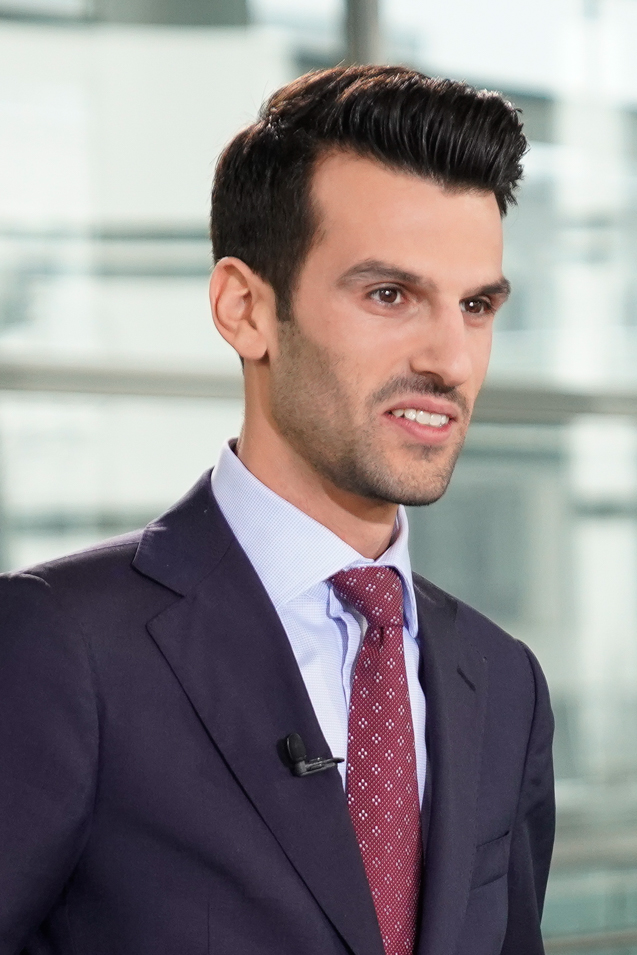
2018

اودو لاندباور (زاده آوریل ۱۹۸۶ نوی‌کیرشن، اتریش) از اعضای حزب آزادی اتریش است. از او به عنوان ضدمهاجرترین سیاستمدار این کشور نام برده می‌شود و از طرح نگهداری مهاجران در خارج از شهرها حمایت می‌کند، او خود از مادری ایرانی و مهاجر به دنیا آمده است. او در دانشگاه وین حقوق خواند و در سال ۲۰۱۱ به عنوان عضویت «رینگ فرایهایتلیشر یوگند اوسترایش»، شاخه جوانان حزب آزادی اتریش درآمد و از سال ۲۰۱۳ تا کنون به نمایندگی از این حزب در پارلمان محلی استان نیدراوسترایش حاضر است. او همچنین برای دوره جدید پارلمان محلی نیز از سوی حزب راست‌گرای پوپولیست حزب آزادی اتریش به رهبری هاینتس کریستیان اشتراخته، نائب فعلی صدراعظم اتریش کاندیدا شد. این انتخابات در ۲۸ ژانویه ۲۰۱۸ برگزار می‌شود.
اودو لاندباور از سرسخت‌ترین هواداران طرح پیشنهادی هربرت کیکل، وزیر کشور فعلی اتریش است. براساس طرح پیشنهادی کیکل برای بالا بردن امنیت در شهرهای این کشور، پناهجویان در کمپ‌هایی خارج از شهرها نگهداری شوند تا امکان تماس و ارتباط‌شان با شهروندان اتریشی به حداقل برسد.
لاندباور همچنین از فراگیر شدن غذاهای دیگر کشورها در مهدکودک‌های اتریش عرضه می‌شود و جشن‌های دیگر فرهنگ‌ها نکو داشته می‌شود، انتقاد کرده بود. در مصاحبه روزنامه آلمانی زبان «دی پرسه» در تاریخ ۱۵ ژانویه ۲۰۱۸ اودو لاندباور در پاسخ به این سوال که آیا او از غذاها و جشن‌های ایرانی لذت می‌برد، گفت: «هرگز. مادر من به اتریش سفر کرد و در سفر با پدرم آشنا شد... من ریشه‌های [ایرانی] او را به عنوان یک کودک هیچ‌گاه تجربه نکردم».
این سیاستمدار ایرانی-اتریشی پیش از این یوهانا میکل لایتنر، رئیس دولت محلی استان نیدراوسترایش را به دلیل خوشرفتاری و پذیرفتن مهاجران، "موزلیم‌ماما" به معنای مادر مسلمانان خوانده بود و با انتشار تصویری از یوهانا میکل لایتنر که با فوتوشاپ حجاب به او پوشانده بود، خواستار این شده بود مردم در انتخابات ۲۸ ژانویه به او رای ندهند.
منابع
1. ↑  matthias.hofer. ""Moslem-Mama": FPÖ-Mann hat selbst iranische Wurzeln" (به آلمانی). Retrieved 2018-01-18.
2. ↑  "Landbauer: Notfalls Containerdörfer für Asylwerber" (به آلمانی). Retrieved 2018-01-18.
3. ↑  «FP-Landbauer: ÖVP Moslem-Mama-Mikl gibt offiziellen Islamisierungsauftrag für unsere Kleinsten!». OTS.at. دریافت‌شده در ۲۰۱۸-۰۱-۱۸.